# Pridvorje (Drenye)
Pridvorje falu Horvátországban, Eszék-Baranya megyében. Közigazgatásilag Drenyéhez tartozik.

## Fekvése
Eszéktől légvonalban 39, közúton 54 km-re délnyugatra, Diakovártól légvonalban 12, közúton 18 km-re északnyugatra, községközpontjától 2 km-re délnyugatra, Szlavónia középső részén, a Krndija-hegység délkeleti lejtőin, Mandićevac és Drenye között fekszik.

## Története
A település nevét a ma Mandićevacnak nevezett hegyről kapta, melynek neve korábban Pridvorje volt. Területe a középkorban a garai uradalomhoz tartozott, de írásos forrás nem említi. A török 1536-ban szállta meg ezt a területet. A török uralom idején a diakovári szpáhiluk része volt horvát lakossággal. Utolsó török birtokosa Indi bég volt. A török kiűzése után 12 lakott házat számláltak a településen, mely a diakovári és boszniai püspökség birtoka lett. 1758-ban 19 ház állt itt 183 lakossal. A Krdija-hegység délkeleti lejtőin az erdőktől művelhetővé tett területen először Josip Antun Ćolnić püspök kezdett szőlőt telepíteni a 18. század második felében. A telepítéseket utódja Antun Mandić is folytatta és az ültetvények közelébe újabb szőlőmunkásokat telepített. Az ő tiszteletére nevezték át a Pridvorje hegyet Mandićevacnak. A 19. század elejére a település 31 házában már 317 lakos élt.
Az első katonai felmérés térképén „Pridvorie” néven található. Lipszky János 1808-ban Budán kiadott repertóriumában „Pridvorje” néven szerepel. Nagy Lajos 1829-ben kiadott művében „Pridvorje” néven 62 házzal, 326 katolikus és 31 ortodox vallású lakossal találjuk. A 19. század második felében 1870 és 1890 között Bácskából német és magyar családok települtek be.
A településnek 1857-ben 347, 1910-ben 551 lakosa volt. Verőce vármegye Diakovári járásának része volt. Az 1910-es népszámlálás adatai szerint lakosságának 48%-a horvát, 30%-a német, 16%-a magyar, 5%-a szerb anyanyelvű volt. Az első világháború után 1918-ban az új szerb-horvát-szlovén állam, majd később (1929-ben) Jugoszlávia része lett. A partizánok 1944-ben elüldözték a német és magyar lakosságot, a helyükre a háború után horvátok települtek. 1991-től a független Horvátországhoz tartozik. 1991-ben lakosságának 91%-a horvát nemzetiségű volt. 2011-ben a falunak 198 lakosa volt.

## Lakossága
| Lakosság változása | Lakosság változása | Lakosság változása | Lakosság változása | Lakosság változása | Lakosság változása | Lakosság változása | Lakosság változása | Lakosság változása | Lakosság változása | Lakosság változása | Lakosság változása | Lakosság változása | Lakosság változása | Lakosság változása | Lakosság változása |
| ------------------ | ------------------ | ------------------ | ------------------ | ------------------ | ------------------ | ------------------ | ------------------ | ------------------ | ------------------ | ------------------ | ------------------ | ------------------ | ------------------ | ------------------ | ------------------ |
| 1857               | 1869               | 1880               | 1890               | 1900               | 1910               | 1921               | 1931               | 1948               | 1953               | 1961               | 1971               | 1981               | 1991               | 2001               | 2011               |
| 347                | 557                | 535                | 411                | 440                | 551                | 468                | 546                | 426                | 401                | 383                | 347                | 304                | 245                | 239                | 198                |

(1857 és 1880 között Mandićevac egy részét is ide számították.)

## Gazdaság
A helyi gazdaság alapja a szőlő és bortermelés.

## Nevezetességei
Szent Borbála vértanú tiszteletére szentelt római katolikus temploma a drenyei plébánia filiája.

## Oktatás
A településen drenyei elemi iskola alsó tagozatos területi iskolája működik.

## Egyesületek
DVD Pridvorje önkéntes tűzoltó egyesület.